# Australian Championships 1932/Damendoppel
Das Damendoppel der Australian Championships 1932 war ein Tenniswettbewerb in Adelaide.
Vorjahressiegerinnen waren Daphne Cozens und Louie Bickerton. Im Endspiel setzten sich Coral Buttsworth / Marjorie Crawford gegen Katherine Le Mesurier / Dorothy Weston mit 6:2 und 6:2 durch.

## Hauptrunde
Zeichenerklärung
- Q = Qualifikant
- WC = Wildcard
- LL = Lucky Loser
- ITF = qualifiziert über ITF-Ranking
- ALT = alternate (Ersatz)
- PR = Protected Ranking
- SE = Special Exempt
- r = retired (Aufgabe)
- d = Disqualifikation
- w.o. = walkover
- [ ] = Match-Tie-Break

|  | Finale |                                      |   |   |  |
|  |        |                                      |   |   |  |
|  |        | Coral Buttsworth Marjorie Crawford   | 6 | 6 |  |
|  |        | Katherine Le Mesurier Dorothy Weston | 2 | 2 |  |
|  |        |                                      |   |   |  |